# Сребник, Борис Владимирович
Борис Владимирович Сребник (29 декабря 1934, Минск — 5 декабря 2024, Москва) — советский и российский учёный, кандидат экономических наук, профессор; действительный член Нью-Йоркской академии наук.

## Биография
Родился ориентировочно в 1934 году (оригинального свидетельства о рождении не сохранилось). Когда пришло время получать паспорт, указал в анкете первое попавшееся на ум число — 29 декабря, которое вошло во все его документы.
Жил с родителями в Минске. В начале Великой Отечественной войны родители погибли; с июля 1941 по октябрь 1943 года Борис находился в Минском гетто. Бежав из гетто, с октября 1943 по июль 1944 года был в партизанской зоне деятельности 5-го партизанского отряда 2-й Минской партизанской бригады в деревне Поречье Минской области. C июля 1944 года, после освобождения Минска от немецких войск, находился в детских домах № 7 и № 10.
С 1948 года Борис Сребник работал в Минске помощником киномеханика, слесарем-каркасником, токарем. Отслужив в Советской Армии, окончил вечернюю школу и вечернее отделение Белорусского института народного хозяйства (ныне Белорусский государственный экономический университет), а также заочное отделение Московского университета.
В 1967 году в Москве поступил в аспирантуру и после защиты диссертации был распределен в Москву в НИИ качестве старшего научного сотрудника, а затем руководил сектором по изучению спроса населения.
С 1975 года работал в Финансовом университете при Правительстве РФ в должности профессора кафедры «Финансовые рынки и финансовый инжиниринг». Преподавал в качестве приглашённого профессора в университетах США и Израиля. Стажировался в Институте ассоциации европейских банков (ФРГ), в Международном центре подготовки управленческих кадров «Crown Agents» (Великобритания) и на Франкфуртской фондовой бирже.
Автор и соавтор ряда учебников и учебных пособий для высших учебных заведений, а также методических рекомендаций по исследованию рынков и управлению бизнесом; участвовал в разработке научных методик по изучению и прогнозированию рынков, а также осуществлению по ним прогнозных расчетов ёмкости рынков и исследованию различных аспектов финансово-хозяйственной деятельности предприятий.
Награждён медалями, в числе которых медали «В память 850-летия Москвы» и «65 лет освобождения Республики Беларусь от немецко-фашистских захватчиков». Почётное звание «Заслуженный работник высшей школы Российской Федерации» присвоено Указом Президента РФ от 28.02.2009 года.
Умер 5 декабря 2024 года в возрасте 89 лет после длительной и тяжёлой болезни.